# Ayda Ignez Arruda
Ayda Ignez Arruda (* 27. Juni 1936 in Lajes, Santa Catarina; † 13. Oktober 1983) war eine brasilianische Logikerin und Hochschulprofessorin.

## Leben
1966 promovierte sie mit einer Arbeit über Considerações sobre os Sistemas Formais NFn unter Newton da Costa, an der Universidade Federal do Paraná. Sie wurde beeinflusst von Mário Tourasse Teixeira, Marcel Guillaume, António Monteiro, Andrés Raggio, Alfred Tarski und Vasili'ev.
Arruda lehrte u. a. an der Universität Claude-Bernard Lyon 1, an der Nikolaus-Kopernikus-Universität in Toruń und an der Katholischen Universität von Chile in Santiago de Chile und war Professorin an der Universidade Estadual de Campinas. Sie war Gründungsmitglied des Centro de Lógica, Epistemologia e História da Ciência da Unicamp und der Sociedade Brasileira de Lógica (SBL), deren Generalsekretärin sie von 1979 bis 1981 war, dann bis 1983 deren Präsidentin.

## Veröffentlichungen
- Considerações sobre os sistemas formais NFn. Mathematics Subject Classification: 03—Mathematical logic and foundations (Dissertation), Universidade Federal do Paraná 1966.

Arruda veröffentlichte über 40 Beiträge in wissenschaftlichen Zeitschriften und als selbständige Publikationen, zusätzlich war sie als Herausgeberin der Proceedings der lateinamerikanischen Logik-Konferenzen tätig: 1975 der Atas do Simpósio de Lógica Matemática, 1977 veröffentlichte sie zusammen mit N. C. A. da Costa und R. Chuaqui bei North-Holland den Band Non-Classical Logic, Model Theory and Computability, 1978 folgte Mathematical Logic: Proceedings of the First Brazilian Conference on Mathematical Logic sowie A Survey of Paraconsistant Logic. 1979 wurde vom IMECC-UNICAMP eine kleinere Schrift N. A. Vasilev e a Lógica Paraconsistente veröffentlicht, 1980 On the Relevant Systems P and P* and some related systems. Auch bei dem Band der Proceedings of the Third Brazilian Conference on Mathematical Logic fungierte sie wieder als Herausgeberin, gefolgt von der eigenständigen Schrift Aspects of the Historical Development of Paraconsistent Logic (1980).
posthum erschienen
- Remarks In Da Costa's Paraconsistent Set Theories. 1985 (digitalisiert im GDZ).
- mit Graham Priest: Paraconsistent logic: essays on the inconsistent, 1989, ISBN 3-88405-058-3.